# Jason Fuchs (Schauspieler)

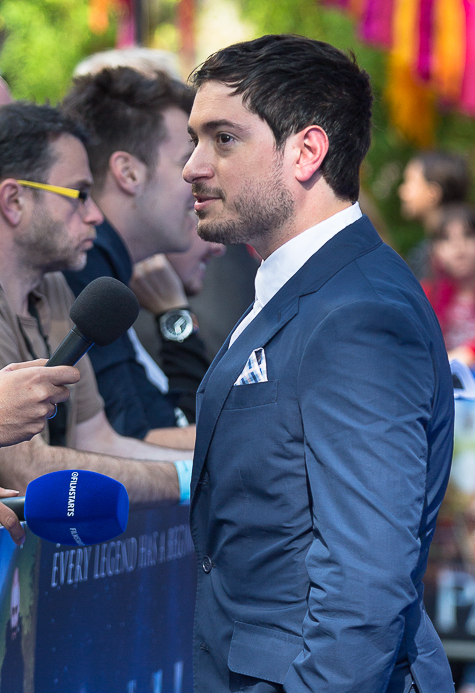
Jason Fuchs bei der Premiere von Pan (2015)

Jason Fuchs (* 5. März 1986 in New York City, New York) ist ein US-amerikanischer Schauspieler und Drehbuchautor.

## Leben
Jason Fuchs spielte schon als Kind in Filmen mit. Erstmals stand er für Flipper 1996 vor der Kamera und trat zwei Jahre später in der Fernsehserie Cosby auf. Er arbeitete damals auch schon als Bühnendarsteller, wie etwa im Musical A Christas Carol. Für seine Darstellung in Mafia! – Eine Nudel macht noch keine Spaghetti! wurde er 1999 für den Young Artist Award nominiert. Für seinen Auftritt in Law & Order: Special Victims Unit wurde er 2003 erneut für den Preis nominiert. 
Für den Film Pitch arbeitete Fuchs nicht nur als Darsteller, er schrieb auch das Drehbuch und produzierte den Film später. Er wurde erstmals bei den Internationalen Filmfestspielen von Cannes aufgeführt und wurde bei mehreren Filmfestspielen mit Preisen bedacht.

## Filmografie

### Darsteller
- 1996: Flipper
- 1998: Cosby (Fernsehserie, 1 Folge)
- 1998: Louis & Frank
- 1998: Mafia! – Eine Nudel macht noch keine Spaghetti! (Jane Austin's Mafia!)
- 2000: Die Sopranos (The Sopranos, Fernsehserie, 1 Folge)
- 2000: The Beat (Fernsehserie, 1 Folge)
- 2002: Criminal Intent – Verbrechen im Visier (Law & Order: Criminal Intent, Fernsehserie, 1 Folge)
- 2002: Law & Order: Special Victims Unit (Law & Order: New York, Fernsehserie, 1 Folge)
- 2003: Ed – Der Bowling-Anwalt (Ed, Fernsehserie, 1 Folge)
- 2003: The Hebrew Hammer
- 2003: Fillmore! (Fernsehserie, 1 Folge)
- 2003: Winter Solstice
- 2004: Spooky House
- 2004: Red Dead Revolver (Sprecher)
- 2005: All My Children (Fernsehserie, 2 Folgen)
- 2006: Pitch (Kurzfilm)
- 2006: Bully (Sprecher)
- 2010: Holy Rollers
- 2010: Good Wife (The Good Wife, Fernsehserie, 1 Folge)
- 2011: Pan Am (Fernsehserie, 1 Folge)
- 2016: La La Land
- 2019: The Passage (Fernsehserie, 6 Folgen)
- 2019: Es Kapitel 2 (It Chapter Two)

### Drehbuch
- 2006: Pitch (Kurzfilm)
- 2012: Ice Age 4 – Voll verschoben (Ice Age: Continental Drift)
- 2015: Pan
- 2017: Wonder Woman
- 2024: Argylle

### Produktion
- 2006: Pitch (Kurzfilm)

## Auszeichnungen

### Nominierung
- 1999: Young Artist Award als Beste Darstellung für Mafia! – Eine Nudel macht noch keine Spaghetti!
- 2003: Young Artist Award als Beste Darstellung in einem Fernsehdrama für Law & Order: Special Victims Unit

### Gewonnen
- 2006: West Chester International Short Film Festival: Beste Komödie für Pitch
- 2006: Santa Clarita Valley Film Festival: Bestes Drehbuch für Pitch
- 2006: Big Apple Film Festival: Bester Kurzfilm für Pitch